# Juan Vizcaíno
Juan Vizcaíno, né le 6 août 1966 à La Pobla de Mafumet en Espagne, est un footballeur international espagnol qui occupe le poste de milieu défensif, reconverti en tant qu'entraîneur adjoint puis consultant pour une radio espagnole.
Juan Vizcaíno commence le football dans les rangs du Gimnàstic Tarragone, le club local. Rejoignant ensuite le Real Saragosse, il joue d'abord en réserve puis dispute son premier match en Primera División en 1988. Transféré ensuite à l'Atlético Madrid, il remporte avec ce club tout d'abord la Coupe du Roi en 1991 et 1992 puis fait partie de l'équipe qui réussit le doublé coupe-championnat en 1996. C'est lors de son passage madrilène qu'il obtient ses 15 sélections en équipe d'Espagne. Il joue ensuite au Real Valladolid, au Elche CF et termine sa carrière dans le club de ses débuts, le Gimnàstic Tarragone. Vizcaíno est ensuite entraîneur adjoint de l'Atlético Madrid entre 2011 et 2018 puis consultant pour la radio Onda Cero.

## Biographie

### Carrière de joueur

#### En club
Juan Vizcaíno, natif de La Pobla de Mafumet près de Tarragone commence sa carrière dans le club local du Gimnàstic Tarragone. Alors qu'il n'a pas encore 17 ans, l'entraîneur Xabier Azkargorta l'intègre à l'équipe première du club qui évolue en Segunda División B. Il reste jusque dans ce club jusqu'en 1986.
En 1986, il rejoint les rangs du Real Saragosse et évolue tout d'abord dans son équipe réserve, le Deportivo Aragón, toujours en Segunda División B. Le 9 mars 1988, Manolo Villanova, entraîneur de l'équipe première du Real Saragosse, décide d'incorporer plusieurs jeunes joueurs du club à l'occasion de la 27e journée de championnat disputée sur le terrain du Séville FC. Vizcaíno en fait partie et dispute ainsi son premier match en Primera División. Il retrouve à cette occasion Azkargorta sur le banc de l'équipe adverse du jour. Ce match se termine sur un nul 1-1 et il le termine « épuisé ». Vizcaíno devient un élément incontournable de l'équipe après ce match, disputant l'ensemble des rencontres de fin de saison puis 73 matches de championnat sur les 76 possibles lors des deux saisons suivantes, inscrivant également dix buts.
Ayant encore un an de contrat avec Saragosse, Vizcaíno est transféré à l'Atlético de Madrid à la fin du mois d'août 1990, juste avant le commencement du championnat, après le paiement du montant d'une clause de contrat estimée à 50 millions de pesetas. Il signe un contrat initial de trois ans. La clause est officiellement payée par Vizcaíno à Saragosse. Le mois suivant, il apprend par voie de presse qu'il est atteint d'un prolapsus mitral diagnostiqué à Saragosse et dont le médecin de l'Atlético, au courant au moment du transfert, considère qu'il n'est pas une contre-indication à la poursuite du sport de haut niveau.
Pour sa première saison avec les Colchoneros, Vizcaíno est concurrencé par Julio Prieto pour une place de titulaire au milieu de terrain. Il inaugure son palmarès en remportant la Coupe du Roi. Battu en Supercoupe d'Espagne par le FC Barcelone, il remporte l'année suivante sa deuxième Coupe du Roi consécutive puis est à nouveau dominé en finale de la Supercoupe par Barcelone. En 1994, sa place sur le terrain est un temps remise en question par l'entraîneur Francisco Maturana qui dit ensuite de lui qu'il est « le joueur le plus important de l'Atlético, celui qui garantit son équilibre ». La saison 1995-1996 voit l'Atlético réaliser le doublé coupe-championnat. Vizcaíno fait partie de l'équipe type de l'Atlético,. Il est ensuite concurrencé à son poste par le Tchèque Radek Bejbl, recruté dans ce but par l'entraîneur Radomir Antić qui souhaite renforcer ce secteur du terrain et qui reproche à Vizcaíno des limites dans la vision du jeu,,. N'ayant pas strictement les mêmes caractéristiques, Vizcaíno a un rôle de soutien et de sentinelle quand le Tchèque est davantage un relanceur et participe à la distribution du jeu mais le choix de l'un ou de l'autre ne change pas réellement les résultats du club,. En février 1998, l'Espagnol prolonge son contrat avec l'Atlético jusqu'en fin de saison 1999-2000.
En août 1998, Vizcaíno est transféré au Real Valladolid et signe pour deux saisons. Il rejoint Elche CF en janvier 2001. Il joue avec ce club 20 matches en Segunda División. Pour la saison 2001-2002, il fait son retour dans le club de ses débuts, le Gimnàstic Tarragone, désormais en Segunda División avec une probable optique d'y finir sa carrière, ce qui se produit en fin de saison.

#### En sélection
La première sélection en équipe nationale de Juan Vizcaíno a lieu le 16 janvier 1991 contre le Portugal. Sa dernière sélection avec la Roja se déroule le 16 décembre 1992 contre la Lettonie à Séville. Dans un contexte où le sélectionneur Javier Clemente s'appuie sur nombre de joueurs issus du FC Barcelone, Vizcaíno figure dans le groupe pour jouer un match de qualification à la Coupe du monde 1994 disputé face à l'Irlande du Nord le 28 avril 1993 mais n'entre pas en jeu. Ses quinze sélections en équipe nationale se soldent par six victoires, quatre matchs nuls et cinq défaites.

### Après-carrière
Une fois sa carrière terminée, Juan Vizcaíno réside dans sa commune natale, La Pobla de Mafumet, où il est conseiller aux sports. Il rejoint en 2011 l'encadrement technique de l'Atlético de Madrid. Il est alors adjoint du nouvel entraîneur du club, Gregorio Manzano. Celui-ci est remercié en fin d'année 2011 et remplacé par Diego Simeone. Vizcaíno reste dans le club et devient un des adjoints du technicien argentin. Il est licencié au cours de l'été 2018 et travaille ensuite pour la radio Onda Cero.

## Caractéristiques
Milieu défensif, Juan Vizcaíno a pour points forts son professionnalisme, son sérieux et sa régularité. À son poste, il est vu comme un travailleur de l'ombre à l'Atlético de Madrid, courant beaucoup, visant à empêcher la création d'espaces propices aux attaques et contre-attaques adverses et ne prenant pas de risque lorsqu'il a le ballon, permettant ainsi à des coéquipiers ayant un rôle plus offensif de briller, un rôle plus défensif et moins impliqué dans la construction du jeu que lors de son passage au Real Saragosse. Paulo Futre, son coéquipier à Madrid durant plusieurs saisons, le considère comme « un lion au centre du terrain ». Bien qu'ayant un rôle défensif, il inscrit plusieurs buts dans sa carrière, notamment sur des frappes en dehors de la surface de réparation,. À l'Atlético, sa place de titulaire au milieu de terrain est régulièrement remise en question par différents entraîneurs dont Radomir Antić qui reproche à Vizcaíno des limites dans la vision du jeu, ce que réfute Vizcaíno qui invoque pour se défendre les contraintes liées à son poste de sentinelle limitant les prises de risque dans le jeu.

## Palmarès
Juan Vizcaíno obtient l'essentiel de son palmarès de joueur lorsqu'il évolue à l'Atlético de Madrid. Champion d'Espagne en 1995–1996, il remporte également à trois reprises la Coupe du Roi, en 1991, 1992 et 1996, faisant donc le doublé coupe-championnat cette année-là. Il est également finaliste de la Supercoupe d'Espagne en 1991, 1992 et 1996.

## Statistiques
Le tableau ci-dessous résume les statistiques en match officiel de Juan Vizcaíno durant sa carrière de joueur professionnel,.
| Saison                | Club                  | Championnat           | Championnat | Championnat | Coupe(s) nationale(s) | Coupe(s) nationale(s) | Supercoupe | Supercoupe | Compétition(s) continentale(s) | Compétition(s) continentale(s) | Compétition(s) continentale(s) | Espagne | Espagne | Total | Total |
| Saison                | Club                  | Division              | M.          | B.          | M.                    | B.                    | M.         | B.         | Comp.                          | M.                             | B.                             | M.      | B.      | M.    | B.    |
| 1983-1984             | Gimnàstic Tarragone   | Segunda División B    | 2           | 0           | -                     | -                     | -          | -          | -                              | -                              | -                              | -       | -       | 2     | 0     |
| 1984-1985             | Gimnàstic Tarragone   | Segunda División B    | 35          | 3           | 2                     | 0                     | -          | -          | -                              | -                              | -                              | -       | -       | 37    | 3     |
| 1985-1986             | Gimnàstic Tarragone   | Segunda División B    | 34          | 5           | -                     | -                     | -          | -          | -                              | -                              | -                              | -       | -       | 34    | 5     |
| 1986-1987             | Deportivo Aragón      | Segunda División B    | 34          | 2           | -                     | -                     | -          | -          | -                              | -                              | -                              | -       | -       | 34    | 2     |
| 1987-1988             | Deportivo Aragón      | Segunda División B    | 23          | 11          | 2                     | 0                     | -          | -          | -                              | -                              | -                              | -       | -       | 25    | 11    |
| 1987-1988             | Real Saragosse        | Primera División      | 13          | 2           | -                     | -                     | -          | -          | -                              | -                              | -                              | -       | -       | 13    | 2     |
| 1988-1989             | Real Saragosse        | Primera División      | 37          | 6           | 1                     | 0                     | -          | -          | -                              | -                              | -                              | -       | -       | 38    | 6     |
| 1989-1990             | Real Saragosse        | Primera División      | 36          | 2           | 4                     | 0                     | -          | -          | C3                             | 3                              | 0                              | -       | -       | 43    | 2     |
| 1990-1991             | Atlético Madrid       | Primera División      | 34          | 3           | 7                     | 0                     | -          | -          | -                              | -                              | -                              | 4       | 0       | 45    | 3     |
| 1991-1992             | Atlético Madrid       | Primera División      | 36          | 9           | 7                     | 1                     | 1          | 0          | C2                             | 6                              | 0                              | 8       | 0       | 58    | 10    |
| 1992-1993             | Atlético Madrid       | Primera División      | 27          | 1           | 1                     | 0                     | 2          | 0          | C2                             | 7                              | 0                              | 3       | 0       | 40    | 1     |
| 1993-1994             | Atlético Madrid       | Primera División      | 27          | 1           | 1                     | 0                     | -          | -          | -                              | -                              | -                              | -       | -       | 28    | 1     |
| 1994-1995             | Atlético Madrid       | Primera División      | 29          | 2           | 6                     | 0                     | -          | -          | -                              | -                              | -                              | -       | -       | 35    | 2     |
| 1995-1996             | Atlético Madrid       | Primera División      | 41          | 3           | 8                     | 0                     | -          | -          | -                              | -                              | -                              | -       | -       | 49    | 3     |
| 1996-1997             | Atlético Madrid       | Primera División      | 28          | 2           | 1                     | 0                     | 2          | 0          | C1                             | 4                              | 0                              | -       | -       | 35    | 2     |
| 1997-1998             | Atlético Madrid       | Primera División      | 33          | 1           | 2                     | 0                     | -          | -          | C3                             | 7                              | 0                              | -       | -       | 42    | 1     |
| 1998-1999             | Real Valladolid       | Primera División      | 31          | 1           | 3                     | 0                     | -          | -          | -                              | -                              | -                              | -       | -       | 34    | 1     |
| 1999-2000             | Real Valladolid       | Primera División      | 24          | 0           | 1                     | 0                     | -          | -          | -                              | -                              | -                              | -       | -       | 25    | 0     |
| 2000-2001             | Elche CF              | Segunda División      | 20          | 0           | -                     | -                     | -          | -          | -                              | -                              | -                              | -       | -       | 20    | 0     |
| 2001-2002             | Gimnàstic Tarragone   | Segunda División      | 26          | 0           | -                     | -                     | -          | -          | -                              | -                              | -                              | -       | -       | 26    | 0     |
| Total sur la carrière | Total sur la carrière | Total sur la carrière | 570         | 54          | 46                    | 1                     | 5          | 0          | -                              | 27                             | 0                              | 15      | 0       | 663   | 55    |

## Sources
- (en) Cet article est partiellement ou en totalité issu de l’article de Wikipédia en anglais intitulé « Juan Vizcaíno » (voir la liste des auteurs).